# Nyctycia
Nyctycia là một chi bướm đêm thuộc họ Noctuidae.

## Loài
- Nyctycia pectinata Draudt, 1950
- Nyctycia persimilis (Hampson, 1894)
- Nyctycia plagiogramma Hampson, 1906